# Фінт (цар Мессенії)
Фінт (дав.-гр. Φίντας) — цар Мессенії близько 835—785 років до н. е.

## Життєпис
Походив з роду Епітідів, гілки династії Гераклідів. Син царя Сібота. Згідно Павсанія за його панування почалися конфлікти із Спарою, оскільки царі останньої на цей час ймовірно встановили повну владу над Лаконікою. За мессенською версією, юнаки разом зі своїми царем Телеклом хотіли вбити Фінта та його почт в храмі Артеміди Лімнатіди (в горах Тайгет). Але мессенці, відбиваючись, вбили їх усіх і самого Телекла. За спартанською версією Телекл лише захищав спартанських дівчат. Це сталося 820/814 або 786 року до н. е.
Разом з тим за іншими хронологіями телект панував наприкінці діяльності Фінта й помер через більш ніж 40 років після нього. Тому можливо ці події відносяться до часів панування синів або онуків Фінта.
Втім вочевидь, що з часів Фінта відбуваються сутички між мессенцями і лакадемонянами. За Страбоном причиною цьому стало засноване Спартою поселення Дентелети у прикордонні, яке напевне Фінт вважав своєю землею.
Також Павсаній вказує, що за часів Фінта мессенці вперше відправили подарунки храму бога Аполлона в Дельфах. Крім того туди рушив мессенських хор, пеан для якого склав поект Евмел Коринфський.
Йому спадкувавли сини Антіох і Андрокл.